# Acción Gallega de Cruzados de Santiago
Acción Gallega de Cruzados de Santiago fue un grupo organizado en Buenos Aires por emigrantes gallegos durante la Guerra Civil Española (1936-1939), con el propósito de apoyar al bando sublevado, liderado por Francisco Franco. Esta organización, vinculada al nacionalismo gallego tradicionalista y de derecha, promovía la defensa de la "civilización cristiana" y actuaba como un frente de apoyo logístico y financiero a los franquistas desde el extranjero.
El grupo recaudaba fondos, organizaba eventos y fomentaba la propaganda en favor de la causa franquista, movilizando a la comunidad gallega de Argentina. Además, publicaba un boletín llamado Fe Gallega, que difundía mensajes de apoyo a la causa de los sublevados y promovía la solidaridad entre los gallegos en Argentina y los franquistas en España